# Лупшени (Алба)
Лупшени (рум. Lupșeni) насеље је у Румунији у округу Алба у општини Галда де Жос. Oпштина се налази на надморској висини од 588 m.

## Становништво
Према подацима из 2002. године у насељу је живело 37 становника, од којих су сви румунске националности.